# 슌푸테이 쇼타
슌푸테이 쇼타(일본어: 春風亭昇太, 1959년 12월 9일~ )는 일본의 라쿠고가, 희극 배우이다. 본명은 타노시타 유지(田ノ下 雄二)이다. 그는 1982년 도카이 대학을 중퇴하고 슌푸테이 류쇼(春風亭柳昇)에 입문하였다. 현재는 쇼텐의 MC를 맡고있다.

## 결혼
2019년 6월 배우 호우쥬 코나츠(宝珠小夏)와 결혼하였다.